# A legjobb mérgek
Az A legjobb mérgek a Tankcsapda 2004-ben megjelent dupla válogatásalbuma az együttes elmúlt 15 évének legjobb dalaival és két új bónusz stúdiófelvétellel ("Azt mondom, állj!!" és "14"). Az album 2005-ben platinalemez státuszt ért el, először a Tankcsapda történetében. A hanganyaggal egyidőben, azonos címen, egy videóklip válogatás is megjelent.

## Az album dalai
| Első CD | Második CD |
| --- | --- |
| 1. Azt mondom, állj!! 2. Be vagyok rúgva 3. A legjobb méreg 4. Ez az a ház 5. Jönnek a férgek 6. Gyűrd össze a lepedőt! 7. Föld és ég 8. Törölköző teniszütőkkel 9. Baj van!! 10. Egyszerű dal 11. Rio 12. A rock & roll rugója 13. Az ember tervez 14. Adjon az ég! 15. Mennyország Tourist | 1. Fiúk ölébe lányok 2. Johnny a mocsokban 3. Kicsikét 4. Ezen a földön 5. Agyarország 6. Élni vagy égni 7. Tiszta fejjel 8. A kísérlet száma 9. Akinek látsz 10. Múlik 11. Kis orosz lány 12. Mitől legyen? 13. Lopott könyvek 14. 14 15. Nem hagylak el |

## Közreműködők
- Lukács László – basszusgitár, ének (1993-2004), ill. gitár, ének (1989-1992)
- Molnár "Cseresznye" Levente – gitár (1993-2004)
- Tóth Labonc Attila "Labi" - basszusgitár, vokál (1989-1992)
- Buzsik György – dobok (1989-1998)
- Elek Ottó – dobok (1998-1999)
- Fejes Tamás – dobok (2000-2004)

## Eladási minősítések
| Ország       | Eladási minősítés (2005) | Példányszám |
| ------------ | ------------------------ | ----------- |
| Magyarország | platina                  | 10 000+     |